# Bout de Zan
Bout de Zan est un personnage créé par Louis Feuillade, autour duquel il a créé une saga de court métrage. Il existe plus de soixante films avec Bout de Zan réalisés par Louis Feuillade entre 1912 et 1916, ainsi qu'un réalisé par Christian-Jaque en 1932.
Bout de Zan (du nom de la confiserie[réf. nécessaire]) est interprété par René Poyen, né en 1908 qui avait donc 4 ans lors des premiers films.
Ce rôle d'enfant terrible est parfois accompagné du personnage Bébé interprété par René Dary, principalement au début de la saga.

## Filmographie
- Format : 1,33:1
- Société de production : Gaumont
- Genre : Comédie
- Distribution commune à tous les films : René Poyen (Bout de Zan)

### 1912
| Titre                          | Longueur de bobine | Distribution | Date de sortie                       |
| ------------------------------ | ------------------ | --- | ------------------------------------ |
| Bébé adopte un petit frère     | 356 mètres         | Renée Carl (Mme Labèbe, mère de Bébé), René Dary (Bébé), Paul Manson (le père de Bébé) et Jeanne Saint-Bonnet (Julie, la bonne) | France : juillet 1912 ou 2 août 1912 |
| Bébé, Bout de Zan et le Voleur | 225 mètres         | Renée Carl (Mme Labèbe, mère de Bébé), René Dary (Bébé), Paul Manson (le père de Bébé) et Jeanne Saint-Bonnet (Julie, la bonne) | novembre 1912                        |
| Bout de Zan revient du cirque  | 85 mètres          | Renée Carl, Paul Manson et Jeanne Saint-Bonnet (Julie, la bonne)                                                                | 13 décembre 1912                     |

### 1913
| Titre                                                    | Longueur de bobine | Distribution | Date de sortie                | Source |
| -------------------------------------------------------- | ------------------ | --- | ----------------------------- | ------ |
| Le Crime de Bout de Zan                                  |                    | |                               |        |
| Les Souhaits de Bout de Zan                              |                    | |                               |        |
| Bout de Zan et sa tirelire ou La Tirelire de Bout de Zan | 225 mètres         | Alice Tissot, Marthe Vinot                                                                                                  | janvier 1913                  |        |
| Bout de Zan fait une enquête                             | 170 mètres         | Renée Carl | mars 1913                     |        |
| La Première Idylle de Bout de Zan                        | 305 mètres         | | mars 1913                     |        |
| Une aventure de Bout de Zan                              | 215 mètres         | René Navarre (le père de la fillette), Edmund Breon (un agent), Luitz-Morat, Monti et Nollot                                | mars 1913                     |        |
| L'Éducation de Bout de Zan                               | 112 mètres         | | mai 1913                      |        |
| Bout de Zan et le Chien policier                         | 270 mètres         | mai 1913 |                               |        |
| Bout de Zan vole un éléphant                             | 220 mètres         | 2 mai 1913 | Visionner le film             |        |
| Bout de Zan et le Chien ratier                           | 112 mètres         | juin 1913 |                               |        |
| Bout de Zan fait les commissions                         | 113 mètres         | juillet 1913 |                               |        |
| Bout de Zan au bal masqué                                | 230 mètres         | août 1913 |                               |        |
| Les Cerises de Bout de Zan                               | 180 mètres         | août 1913 |                               |        |
| Bout de Zan chanteur ambulant                            | 237 mètres         | Marthe Vinot | 1er août 1913 à Saint-Étienne |        |
| Bout de Zan et le Pêcheur                                | 115 mètres         | | septembre 1913                |        |
| Bout de Zan regarde par la fenêtre                       | 139 mètres         | septembre 1913 |                               |        |
| Bout de Zan et sa petite amie                            | 277 mètres         | septembre 1913 |                               |        |
| Bout de Zan et le Chemineau                              | 117 mètres         | Renée Carl (Mme Labèbe, mère de Bébé), Paul Manson (le père de Bébé), Jeanne Saint-Bonnet (Julie, la bonne) et Alice Tissot | octobre 1913                  |        |
| Bout de Zan et le Crocodile                              | 108 mètres         | | octobre 1913                  |        |
| Bout de Zan et le Mannequin                              | 79 mètres          | octobre 1913 |                               |        |
| Bout de Zan et le Lion                                   | 140 mètres         | Jeanne Saint-Bonnet (Julie, la bonne) et Marguerite Lavigne                                                                 | novembre 1913                 |        |
| Les Étrennes de Bout de Zan                              | 190 mètres         | | décembre 1913                 |        |
| Bout de Zan s'amuse                                      | 133 mètres         | 5 décembre 1913 |                               |        |

### 1914
| Titre                                | Longueur de bobine | Distribution                                            | Date de sortie                            |
| ------------------------------------ | ------------------ | ------------------------------------------------------- | ----------------------------------------- |
| Bout de Zan a la gale                | 120 mètres         | Edmund Breon, Marguerite Lavigne et Jeanne Saint-Bonnet | janvier 1914, 28 mai 1914 à Saint-Étienne |
| Bout de Zan et le Crime au téléphone | 150 mètres         | Renée Carl (la mère de Bébé)                            | 16 janvier 1914                           |
| Bout de Zan et le Cigare             |                    |                                                         | 13 février 1914                           |
| Bout de Zan a le ver solitaire       | 138 mètres         |                                                         |                                           |
| Bout de Zan chanteur des rues        |                    |                                                         |                                           |
| Bout de Zan écrit ses mémoires       |                    |                                                         |                                           |
| Bout de Zan écrit ses maximes        | 136 mètres         | 10 juillet 1914                                         |                                           |
| Bout de Zan en villégiature          | 129 mètres         |                                                         |                                           |
| Bout de Zan épicier                  | 229 mètres         | mai 1914                                                |                                           |
| Bout de Zan et l'Éléphant            | 221 mètres         |                                                         |                                           |
| Bout de Zan et le Père Ledru         |                    |                                                         |                                           |
| Bout de Zan et le Ramoneur           | 245 mètres         |                                                         |                                           |
| Bout de Zan et le Sac de noix        | 162 mètres         |                                                         |                                           |
| Bout de Zan pacifiste                | 88 mètres          |                                                         |                                           |
| Bout de Zan pugiliste                | 120 mètres         | 3 juillet 1914                                          |                                           |
| Bout de Zan se suicide               |                    |                                                         |                                           |
| Bout de Zan vaudevilliste            | 166 mètres         |                                                         |                                           |
| Bout de Zan veut s'engager           |                    |                                                         |                                           |
| Le Noël de Bout de Zan               |                    |                                                         |                                           |
| Les Résolutions de Bout de Zan       | 82 mètres          |                                                         |                                           |

### 1915
| Titre                                                            | Longueur de bobine | Source            |
| ---------------------------------------------------------------- | ------------------ | ----------------- |
| Bout de Zan a la jaunisse                                        |                    |                   |
| Bout de Zan a le cafard                                          |                    |                   |
| Bout de Zan aime l'Italie                                        | 167 mètres         |                   |
| Bout de Zan est patriote                                         | 350 mètres         |                   |
| Bout de Zan et l'Embusqué                                        |                    | Visionner le film |
| Bout de Zan et la Gamine                                         |                    |                   |
| Bout de Zan et l'Espion                                          |                    |                   |
| Bout de Zan et le Fantôme                                        | 245 mètres         |                   |
| Bout de Zan et le Petit Poucet                                   |                    |                   |
| Bout de Zan et le Poilu                                          |                    |                   |
| Bout de Zan et les Contrebandiers de la rivière                  |                    |                   |
| Bout de Zan fait des siennes                                     |                    |                   |
| Bout de Zan infirmier                                            |                    |                   |
| Bout de Zan sorcier                                              |                    |                   |
| Bout de Zan va t'en guerre                                       |                    |                   |
| L'Oncle de Bout de Zan                                           |                    |                   |
| Les Vampires (épisode 8 Le Maître de la foudre)[réf. nécessaire] |                    |                   |

### 1916
| Titre                      | Longueur de bobine |
| -------------------------- | ------------------ |
| Bout de Zan et la Torpille | 425 mètres         |
| Bout de Zan patriote       |                    |
| Bout de Zan se venge       | 150 mètres         |

### 1932
| Titre                          | Réalisateur     | Format | Société de production |
| ------------------------------ | --------------- | ------ | --------------------- |
| Le Bidon d'or[réf. nécessaire] | Christian-Jaque | 1,33:1 | Gaumont               |